# Lwiwśki wisti
Lwiwśki wisti (ukr. Львівські вісті) – ukraińskojęzyczny dziennik wydawany we Lwowie przez władze okupacyjne Generalnego Gubernatorstwa od 9 sierpnia 1941 do lipca 1944.
W dniu 10 sierpnia w „Ukrajinśkich szczodennich wistiach” pojawiła się notatka, że poprzedniego dnia ukazały się „Lwiwśki wisti", a 24 sierpnia 1941 roku redakcja pisma „Ukrajinśki szczodenni wisti” poinformowała czytelników o przejściu całego zespołu do nowej gazety.
Od połowy 1942 roku „Lwiwśki wisti” stały się jedynym ukraińskim pismem codziennym dla dystryktu Galizien. Podobny profil merytoryczny prezentowały również wydawane w tym samym czasie „Krakiwśki wisti” oraz tygodniki „Ridna Zemla”, „Ternopilśkyj hołos” (wydawany od 23 lipca 1942), „Stanysławiwśke słowo” (od 2 sierpnia 1942), „Czortkiwśka Dumka” (od 9 sierpnia 1942) i kilka innych.